# U-1226
 U-1226  — немецкая подводная лодка типа IXC/40, времён Второй мировой войны. 
Заказ на постройку субмарины был отдан 25 августа 1941 года. Лодка была заложена 11 января 1943 года на верфи судостроительной компании Дойче Верфт АГ, Гамбург, под строительным номером 389, спущена на воду 21 августа 1943 года, 24 ноября 1943 года под командованием оберлейтенанта Августа-Вильгельма Клауссена вошла в состав учебной 31-й флотилии. 1 августа 1944 года вошла в состав 2-й флотилии. 1 октября 1944 года вошла в состав 33-й флотилии. Лодка совершила один боевой поход, успехов не достигла. Числится пропавшей без вести с 23 октября 1944 года в Атлантике, причина и район гибели неизвестны. Основная версия гибели — неисправность шноркеля. Вместе с лодкой пропали без вести все 56 членов экипажа. 